# Terujuki Moniva
Terujuki Moniva (japonsko 茂庭 照幸), japonski nogometaš, * 8. september 1981.
Za japonsko reprezentanco je odigral 9 uradnih tekem.